# MW 18014

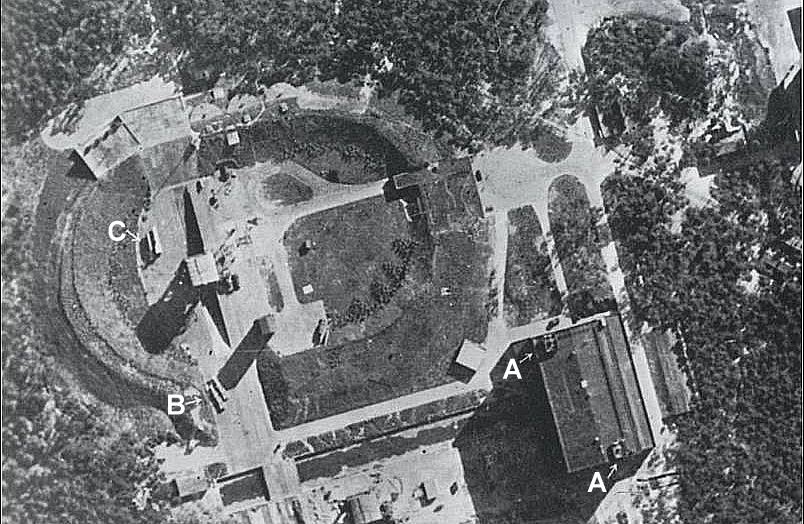
Vista aérea da Base de Peenemünde em 1943.

O MW 18014 foi um lançamento experimental do foguete alemão A-4/V2 realizado no dia 20 de junho de 1944, no Centro de Pesquisas do Exército de Peenemünde, Peenemünde. Tornou-se o primeiro objeto feito pelo homem a atingir o espaço sideral, com um apogeu de 176 quilômetros, acima portanto, da linha de Kármán.
Tecnicamente, o MW 18014 foi um lançamento vertical, que apesar de ter atingido o espaço, não atingiu velocidade orbital, retornando à Terra num impacto, tornando-se assim, o primeiro voo suborbital.

## Histórico
Os primeiros foguetes A-4, apesar de poderem atingir altitudes de 90 km, tinham vários problemas de confiabilidade. Por exemplo, um problema de projeto na parte dianteira do casco externo fazia com que ele regularmente caísse no meio do voo, resultando no fracasso de 70% dos lançamentos. Numa ocasião, um foguete A-4 sofrendo de efeito pogo durante a ascensão desviou 90º do curso, virando para a plataforma de lançamento, matando quatro operários no processo.
A equipe em Peenemünde realizou várias melhorias para lidar com os problemas de confiabilidade durante 1943 e a primeira metade de 1944. Prejudicando o programa estavam as interferências constantes da SS, ataques Aliados como parte da Operação Hydra, tentativas de privatizar o programa em junho de 1944, e uma detenção de duas semanas do diretor técnico Wernher von Braun no dia 15 de março de 1944.
Avanços dos aliados no Norte da França e melhorias na fábrica subterrânea em Mittelwerk, onde os A-4 eram produzidos, além de melhorias na fórmula do propelente líquido renovaram a ênfase de Von Braun ao lidar com os problemas de confiabilidade do A-4.

## Recordes quebrados
O MW 18014 foi parte de uma série de lançamentos verticais realizados em junho de 1944, realizados para avaliar o comportamento do foguete no vácuo. O MW 18014 quebrou o recorde de altitude de um de seus predecessores (lançado em 3 de outubro de 1942) ao atingir um apogeu de 176 km.
O MW 18014 foi o primeiro objeto feito pelo homem a atingir o espaço sideral, definido como sendo acima de 100km, na linha de Kármán. Esta altitude em particular não foi considerada importante na época; os engenheiros de Peenemünde comemoraram o lançamento de outubro de 1942, o primeiro a atingir a termosfera. Depois da guerra, a Federação Aeronáutica Internacional definiu a fronteira entre a atmosfera da Terra e o espaço sideral como sendo a linha de Kármán.
Um A-4 subsequente na mesma série de testes viria a quebrar o recorde do MW 18014, com um apogeu de 189 km. A data do lançamento é desconhecida, pois os engenheiros não registravam datas precisas nesta fase.